# Лысов, Николай Егорович
Николай Егорович Лысов (16 февраля 1903 года, Орехово-Зуево — 1967) — специалист в области электрических аппаратов, доктор технических наук, профессор, заведующий кафедрой электрических аппаратов Московского энергетического института (1960—1961).

## Биография
Николай Егорович Лысов родился 16 февраля 1903 года в городе Орехово-Зуево в семье служащего.
Работал библиотекарем в городской библиотеке, учился на рабфаке при Московском механико-электротехнический институте им. М. В. Ломоносова. В дальнейшем работал в Ленинграде на заводе «Электроаппарат» инженером, затем заведующим измерительной лабораторией. Поступив учиться в Ленинградский электротехнический институт (ЛЭТИ) им. В. И. Ульянова (ныне Санкт-Петербургский государственный электротехнический университет) продолжил работать на заводе. После окончания института в 1930 году получил квалификацию инженера-электрика по специальности «Электроаппаратостроение».
В 1932 году, по распоряжению Наркомтруда, был переведен на работу в Ленинградский институт телемеханики. Работая в институте, он одновременно трудился в ЛЭТИ. В 1938 году, после защиты кандидатской диссертации, получил звание доцента.
В июне 1942 года Н. Е. Лысов был призван в ряды народного ополчения Красной армии. B том же году кандидат технических наук Н. Е. Лысов был направлен на работу в Московский научно-исследовательский институт Минсудпрома. Там он, за участие в разработке приборов для морского артиллерийского снаряжения был удостоен звания лауреата Сталинской премии.
С 1946 года и до конца жизни работал в Московском энергетическом институте, занимался электромагнитными механизмами в электрических аппаратах. В 1955 году защитил докторскую диссертацию на тему: «Нагрев электрических контактов», давшая началу научной школы в МЭИ по электрическим контактам.
В конце 1950-х — начале 1960-х годов для энергетических установок автономного электроснабжения в СССР возникла потребность в электрических аппаратах на большие токи, имеющих малые массы и габариты, малое энергопотребление и работающих в экстремальных условиях. В 1960 году Н. Е. Лысов возглавил кафедру электроаппаратостроения. При его участии в институте была создана научная группа по разработке магнитно-полупроводниковой техники. Под руководством Николая Егоровича были развернуты работы по жидкометаллическим контактам и контактным устройствам.
Область научных интересов: разработка жидкометаллических контактов, устройств для генератора двойного вращения, токосъемных устройств, композиционных жидкометаллических контактных материалов; теория нестационарного нагрева контактов. В научной школе по жидкометаллическим контактам и контактным устройствам на кафедре электрических и электронных аппаратов МЭИ, основанной Николаем Егоровичем Лысовым, были защищены одна докторская и четыре кандидатские диссертации. Учеником Николая Лысова был ныне заслуженный деятель науки и техники РСФСР, профессор МЭИ, лауреат премии Правительства РФ Владлен Гаврилович Дегтярь.
Николай Егорович Лысов скончался в 1967 году в возрасте 64 лет.

## Труды
- Расчет электромагнитных механизмов. Москва: Государственное издательство оборонной промышленности (Оборонгиз), 1949.

## Награды и звания
- Сталинская премия
- Орден Трудового Красного Знамени
- Орден «Знак Почета»